# Scott Hairston
Scott Alexander Hairston, né le 25 mai 1980 à Fort Worth (Texas) aux États-Unis, est un voltigeur de baseball. Après avoir évolué en Ligue majeure de saison 2004 à 2014, il est en 2015 sous contrat avec les White Sox de Chicago.

## Famille
Scott Hairston est issu d'une famille qui a produit nombre de joueurs de baseball ayant atteint les Ligues majeures. Son grand-père, Sam Hairston (1920-1997), évoluait dans les Ligues des Noirs et fut le premier Afro-Américain mis sous contrat par les White Sox de Chicago,. Son oncle, John Hairston, a joué quelques parties avec les Cubs de Chicago en 1969. Son père, Jerry Hairston, a connu une longue carrière dans les majeures, dans les années 1970 et 1980. Enfin, son frère Jerry Hairston, Jr., de quatre ans son aîné, évolue en MLB de 1998 à 2013.

## Carrière

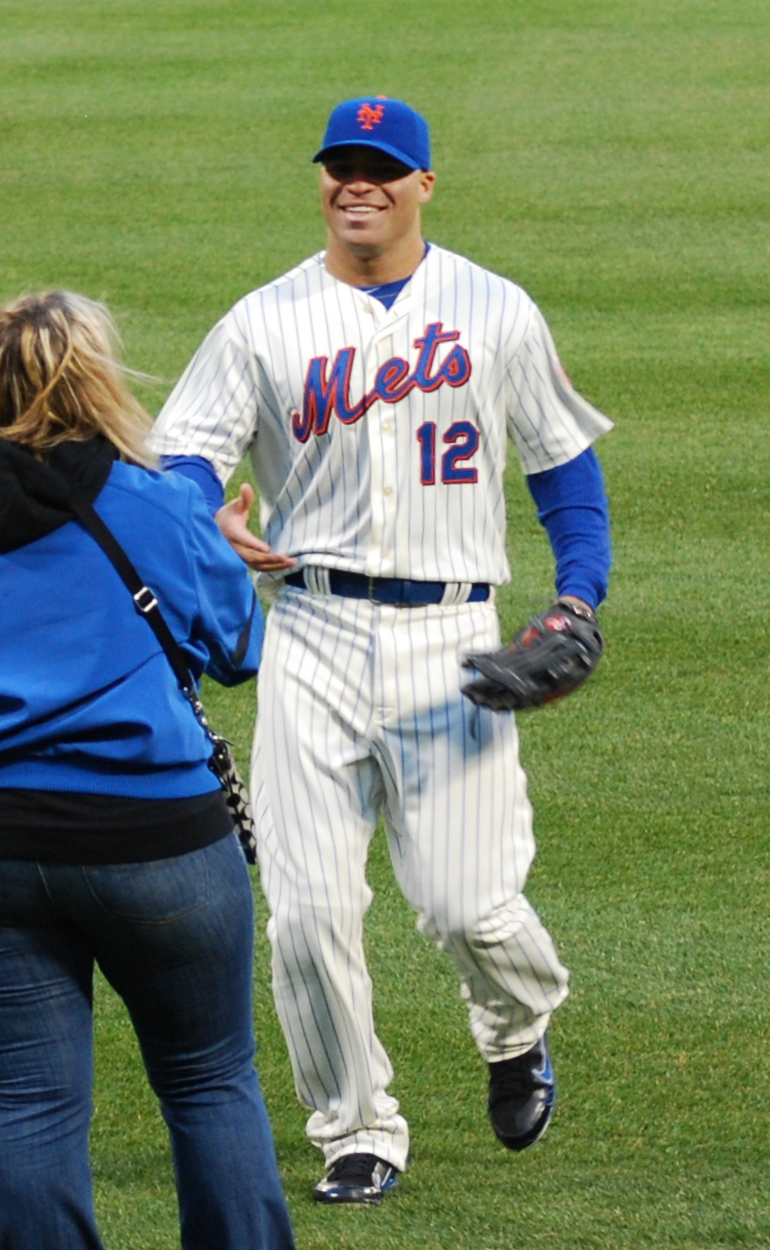
Scott Hairston en 2011 avec les Mets de New York.

Scott Hairston est repêché une première fois par les White Sox de Chicago, qui le réclament au 18e tour en 1999, mais il ne signe pas.
Il est par la suite choisi au troisième tour par les Diamondbacks de l'Arizona en 2001 et c'est avec ce club qu'il fait ses débuts dans les majeures le 7 mai 2004. Il joue 101 parties à sa saison recrue, frappant 13 coups de circuit, et est employé à la position de deuxième but. Au cours des années subséquentes, il sera employé dans un rôle de réserviste au champ extérieur et passe beaucoup de temps en ligue mineure.
Hairston ne frappe que pour ,222 de moyenne en 2007 lorsque les Diamondbacks l'échangent le 27 juillet aux Padres de San Diego, en retour du lanceur Leo Rosales. Il complète l'année à San Diego et est voltigeur réserviste pour les Padres en 2008.
En 2009, Scott Hairston connaît les meilleurs moments de sa carrière en offensive. Il frappe pour ,299 après 56 parties lorsque les Padres le transfèrent aux Athletics d'Oakland pour les lanceurs Ryan Webb, Sean Gallagher et Craig Italiano. Hairston complète l'année à Oakland et atteint des sommets personnels en une saison de 114 coups sûrs, 27 doubles, 64 points produits et 11 buts volés. Il égale de plus son record de 17 coups de circuit établi l'année d'avant.
Le 16 janvier 2010, les A's et les Padres transigent à nouveau : Hairston est retourné à San Diego en compagnie du voltigeur Aaron Cunningham. En retour, Oakland obtient le troisième but Kevin Kouzmanoff et le joueur d'avant-champ des ligues mineures Eric Sogard. Hairston ne frappe que pour ,210 en 104 parties à San Diego, sa pire saison en carrière.
Le 20 janvier 2011, Hairston signe un contrat d'un an avec les Mets de New York. Après une première saison chez les Mets de 7 circuits et 24 points produits en 79 parties, il signe le 11 janvier 2012 une nouvelle entente d'un an. Il frappe son record personnel de coups de circuit (20) en 2012 avec New York. Sa moyenne s'élève à ,263 et il produit 57 points.
Il signe chez les Cubs de Chicago le 10 février 2013. Il ne frappe que pour ,172 en 52 parties avec les Cubs, réussissant 8 circuits, avant d'être échangé aux Nationals de Washington le 8 juillet suivant contre le lanceur droitier des ligues mineures Ivan Pineyro.
Hairston joue dans 94 matchs des Nationals mais ne frappe que pour ,215 avec 3 circuits en 2013 et 2014.
Absent du jeu en 2015, il tente un retour en signant le 19 novembre 2015 un contrat des ligues mineures avec les White Sox de Chicago.